# Тарасовка (Херсонский район)
Тарасовка (укр. Тарасівка) — село в Виноградовской сельской общине Херсонского района Херсонской области Украины.
Почтовый индекс — 75140. Телефонный код — 5542. Код КОАТУУ — 6525085001.

## Население
Население по переписи 2001 года составляло 2092 человека.

### Языковой состав
Родной язык населения по данным переписи 2001 года:
| Язык       | Численность, чел. | Доля     |
| ---------- | ----------------- | -------- |
| Украинский | 2 014             | 96,27 %  |
| Русский    | 74                | 3,54 %   |
| Другое     | 4                 | 0,19 %   |
| Итого      | 2 092             | 100,00 % |

## Местный совет
75140, Херсонская обл., Алёшковский р-н, с. Тарасовка, ул. Садовая, 99